# Monika Chabel
Monika Chabel (nacida Monika Ciaciuch, Ślesin, 10 de mayo de 1992) es una deportista polaca que compite en remo. Está casada con el remero Wiktor Chabel.
Participó en dos Juegos Olímpicos de Verano, obteniendo una medalla de bronce en Río de Janeiro 2016, en la prueba de cuatro scull, y el sexto lugar en Tokio 2020, en cuatro sin timonel.
Ganó una medalla de plata en el Campeonato Mundial de Remo de 2017 y seis medallas en el Campeonato Europeo de Remo entre los años 2014 y 2019.

## Palmarés internacional
| Juegos Olímpicos   | Juegos Olímpicos          | Juegos Olímpicos  | Juegos Olímpicos   |
| Año                | Lugar                     | Medalla           | Prueba             |
| ------------------ | ------------------------- | ----------------- | ------------------ |
| 2016               | Río de Janeiro (Brasil)   | Medalla de bronce | Cuatro scull       |
| Campeonato Mundial |                           |                   |                    |
| Año                | Lugar                     | Medalla           | Prueba             |
| 2017               | Sarasota (Estados Unidos) | Medalla de plata  | Cuatro sin timonel |
| Campeonato Europeo |                           |                   |                    |
| Año                | Lugar                     | Medalla           | Prueba             |
| 2014               | Belgrado (Serbia)         | Medalla de bronce | Cuatro scull       |
| 2015               | Poznań (Polonia)          | Medalla de bronce | Cuatro scull       |
| 2016               | Brandeburgo (Alemania)    | Medalla de plata  | Cuatro scull       |
| 2017               | Račice (República Checa)  | Medalla de plata  | Cuatro sin timonel |
| 2018               | Glasgow (Reino Unido)     | Medalla de bronce | Cuatro sin timonel |
| 2019               | Lucerna (Suiza)           | Medalla de bronce | Cuatro sin timonel |